# تاكروليمس
تاكروليموس (بالإنجليزية: Tacrolimus)‏ هو دواء يستخدم منذ فترة بجرعات كبيرة بعد إجراء عمليات زرع الأعضاء بهدف خفض مناعة جسم الإنسان الذاتية وتقليل ظاهرة رفض الأعضاء المزروعة. كما يستخدم على الالتهابات الجلدية وفق مبدأ علاجي حديث يطلق عليه اسم «التكييف الخلوي المناعي الموضعي، (Topical Immunomodulation) الذي يعتمد طريقة كبح جماح التهاب الحساسية،
المسبب للحكة والهرش واحمرار الجلد قبل وقوعه. تم استخلاص التاكروليموس من نوع من الفطريات (متسلسلة تسوكوبانية) وهو عبارة عن مادة مضادة لالتهابات المناعة الذاتية يتغلغل مباشرة إلى خلايا ـ تي المساعدة في الجلد ويمنع فرز مادة الانترلويكين والمواد الالتهابية الأخرى موضعيا. كما يعمل تاكروليموس في منطقة الإصابة على منع خلايا الجلد الخاصة بافراز الهستامين عن العمل ويقلل بذلك نزوع الإنسان نحو الحكة والهرش.
صدق على استخدامه لمنع الرفض في حالات زرع الكبد (liver transplantation) وزرع الكلى (kidney transplantation) لكن تم اختبار فاعليته أيضا، لدى المرضى الذين خضعوا لعمليات زرع قلب، رئتين، بنكرياس، امعاء ونخاع عظمي.

## الاستعمالات الطبية
تاكروليمس يستخدم عادة لكبت الجهاز المناعي من اجل منع رفض الجسم لعضو مزروع. كما يستخدم هذا الدواء أيضا لمعالجة رفض الجسم لزرع الكلية أو الكبد لدى المرضى الذين لم يستجيبوا للمعالجة بالاأوية الأخرى مثل السيكلوسبورين (Cyclosporine) والستيروئيدات (steroids). ويعتبر التاكروليماس بديلا للسيكلوسبورين.

## الاثار الجانبية
بسبب عمل هذا الدواء في خفض المناعة الذاتية في الجسم فان المرضى يغدون معرضين لللإصابة بالعدوى .